# 索努瓦地区利韦
索努瓦地区利韦（法語：Livet-en-Saosnois，法語發音：[livɛ ɑ̃ sonwa]）是法国卢瓦尔河地区大区萨尔特省的一个市镇，属于马梅尔斯区。 

## 地理
索努瓦地区利韦（48°21'35"N, 0°12'39"E）面积1.6 平方千米，位于法国卢瓦尔河地区大区萨尔特省，该省份为法国西北部内陆省份，北起顺时针与奥恩省、厄尔-卢瓦省、卢瓦-谢尔省、安德尔-卢瓦尔省、曼恩-卢瓦尔省和马耶讷省接壤，是法国大西部的入口，连接卢瓦尔河谷、布列塔尼和巴黎盆地。
与索努瓦地区利韦接壤的市镇（或旧市镇、城区）包括：昂西讷、圣雷米迪瓦勒、卢维尼。

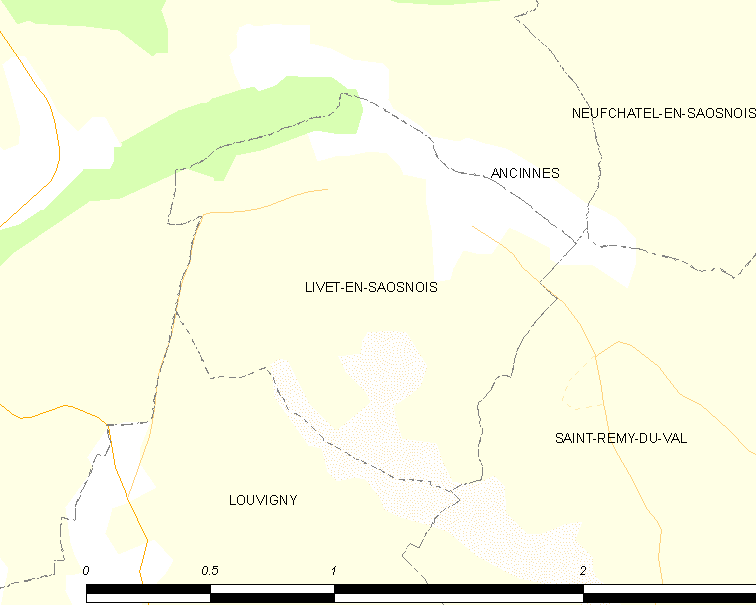
索努瓦地区利韦的OSM定位图

索努瓦地区利韦的时区为UTC+01:00、UTC+02:00（夏令时）。

## 行政
索努瓦地区利韦的邮政编码为72610，INSEE市镇编码为72164。

## 政治
索努瓦地区利韦所属的省级选区为锡耶勒纪尧姆县。

## 人口

1962-2008年间索努瓦地区利韦人口变化图示

索努瓦地区利韦于2022年1月1日时的人口数量为65人。